# Wasserturm Pinneberg
| Wasserturm Pinneberg                             | Wasserturm Pinneberg                             |
| Daten                                            | Daten                                            |
| ------------------------------------------------ | ------------------------------------------------ |
| Baujahr:                                         | 1912                                             |
| Denkmalschutz:                                   | Kulturdenkmal von besonderer Bedeutung seit 1988 |
| Turmhöhe:                                        | 40,85 m                                          |
| Nutzhöhe:                                        | 27,1 m                                           |
| Behälterart:                                     | Intze 1                                          |
| Volumen des Behälters:                           | 300 m³                                           |
| Stilllegung:                                     | 1956                                             |
| Ursprüngliche Nutzung:                           | Betriebs- und städtische Wasserversorgung        |
| Heutige Nutzung:                                 | Wohnung                                          |
| Pumpenhaus am Wasserturm                         |                                                  |
| Alter Betriebswasserturm zwischen den Werkhallen |                                                  |

Der Pinneberger Wasserturm am Peiner Weg 43 wurde 1912 nach dem Vorbild des 1902 errichteten Husumer Wasserturms gebaut; er wird heute als Wohngebäude genutzt.

## Baubeschreibung
Der konische Turmschaft in Massivbauweise aus Backstein-Mauerwerk besteht aus einem im Grundriss achteckigen Sockel und einem runden Oberteil. Der aufsitzende, deutlich über den Schaft auskragende Wasserbehälter ist mit einer Verkleidung versehen, die wie die Eindeckung des abgestuften Kegelhelms aus Schiefer besteht. Der Behälter war konstruktiv als Stützbodenbehälter des Intze-Typus ausgebildet. Die Höhe des Turms beträgt 40,85 m. Der Turmschaft hatte im Ursprungszustand drei Geschossebenen.

## Baugeschichte und ursprüngliche Nutzung
Die Union-Eisenwerke besaßen seit 1899 eine eigene Wasserversorgung für das Werk in Pinnebergerdorf. Dazu gehörte ein in den Werkshallenkomplex integrierter erster kleinerer Wasserturm. 1912 errichtete das nun als Herman Wupperman GmbH firmierende Unternehmen den größeren neuen Turm zusammen mit einem eigenen Wasserwerk. In langen Verhandlungen verständigten sich die Stadt und das Unternehmen über eine gemeinsame Nutzung der Anlagen. Das Unternehmen verpflichtete sich, mindestens 600 m³ Wasser täglich für 0,15 Mark/m³ zu liefern. Die Stadt übernahm die Verpflichtung zum Bau des Rohrnetzes. 1952 erwarben die Stadtwerke Wasserturm und Wasserwerk von dem nun in wirtschaftlichen Schwierigkeiten steckenden Unternehmen. Für die Wasserversorgung der Stadt wurde der Turm nur noch bis 1956 genutzt.

## Wasserversorgung Pinnebergs heute
Heute versorgen die Stadtwerke Pinneberg 53.200 Einwohner von Pinneberg und Umgebung mit Trinkwasser. Zwölf regionale Brunnen tragen dazu bei. Neben dem Wasserwerk am Peiner Weg ist das Wasserwerk Quickborn-Renzel dabei von Bedeutung (Stand: 2011).

## Umnutzung
1988 wurde der Wasserturm unter Denkmalschutz gestellt. Seitdem gilt er als Kulturdenkmal mit besonderer Bedeutung. 1994 verkaufte die Stadt Pinneberg das Objekt. Die neuen Eigentümer, das Ehepaar Kosanke, mussten 50.000 € für das 860 m² große Grundstück bezahlen. Wegen der durch den Denkmalstatus eingeschränkten Nutzungsmöglichkeiten und der hohen Kosten für eine denkmalgerechte Sanierung bzw. Restaurierung gab die Stadt den Turm quasi kostenlos ab. Die neuen Eigentümer ließen Wohnräume sowie einen Heizungs- und Installationsbetrieb in den Turm einbauen. Die Kosten betrugen 250.000 €. Es wurden sechs Zwischendecken eingezogen, wodurch 500 m² nutzbare Fläche entstanden. Ein Aufzug wurde eingebaut, der bis zur sechsten Ebene reicht. Beim Umbau konnte das Äußere des Wasserturms bis auf den Einbau von Fenstern in die Behälterverkleidung im Originalzustand erhalten bleiben.